# 29 Pułk Czołgów
29 Pułk Czołgów Średnich im. płk. Aleksandra Kowalskiego (29 pcz) – oddział wojsk pancernych ludowego Wojska Polskiego.
W 1963 29 pułk zmechanizowany został przeformowany w 29 pułk czołgów średnich. Jednostka stacjonowała w garnizonie Żagań, w koszarach przy Szosie Żarskiej i wchodziła w skład 11 Drezdeńskiej Dywizji Pancernej. 6 maja 1972 pułk otrzymał imię patrona płk. Aleksandra Kowalskiego.
21 października 1979 dowódca Śląskiego Okręgu Wojskowego, gen. dyw. Henryk Rapacewicz odznaczył sztandar pułku Orderem Sztandaru Pracy II klasy.
W 1989 jednostka została ponownie przeformowana w 29 pułk zmechanizowany. We wrześniu 1991 oddział utracił imię patrona. 13 lipca 1992 jednostka została przemianowana na 120 Husarski pułk zmechanizowany. W tym samym roku pułk został dyslokowany do garnizonu Świętoszów.

## Żołnierze pułku
Dowódcy pułku
- mjr dypl. Czesław Kołosowski (1961–1967)
- ppłk dypl. Ryszard Wilczyński (1967–1968)
- ppłk dypl. Władysław Chamielec (1968–1969)
- ppłk dypl. Tadeusz Matejko (1969–1973)
- ppłk dypl. Adolf Lizak (1973–1976)
- mjr Janusz Ornatowski (1976–1979)
- mjr dypl. Jacenty Frączek (1979–1982)
- ppłk dypl. Zdzisław Kazimierski (1982–1985)
- ppłk dypl. Kazimierz Nawrot (1985–1987)
- ppłk dypl. Lesław Kowalski (1987–1990)

## Skład w latach 80. XX w
Dowództwo
- sztab
- 5 kompanii czołgów

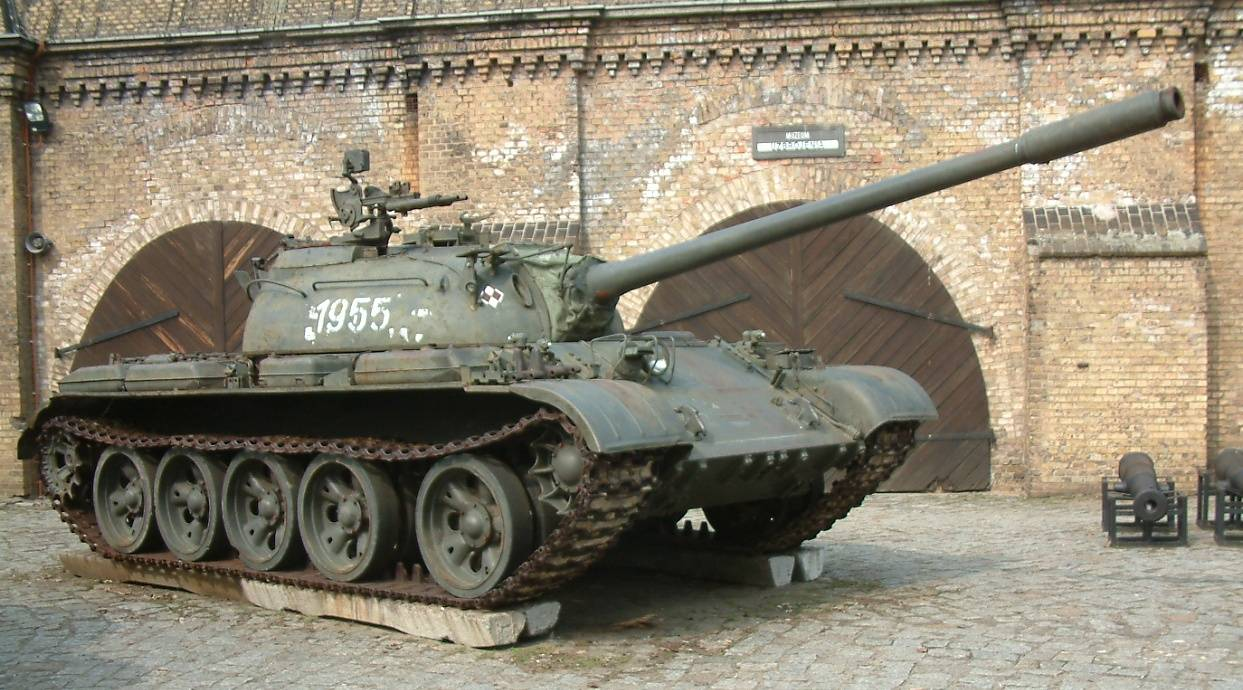
Czołgi T-55 były na uzbrojeniu pułku

W połowie lat 80. XX w. przeformowany na strukturę batalionową
- 3x batalion czołgów
- kompania zmechanizowana
- bateria plot
- kompania rozpoznawcza
- kompania saperów
- kompania łączności
- kompania medyczna
- kompania remontowa
- kompania zaopatrzenia
- pluton ochrony i regulacji ruchu
- pluton chemiczny